# NGC 6771
NGC 6771 (również PGC 63049) – galaktyka spiralna z poprzeczką (SB0-a), znajdująca się w gwiazdozbiorze Pawia. Odkrył ją John Herschel 11 sierpnia 1836 roku.

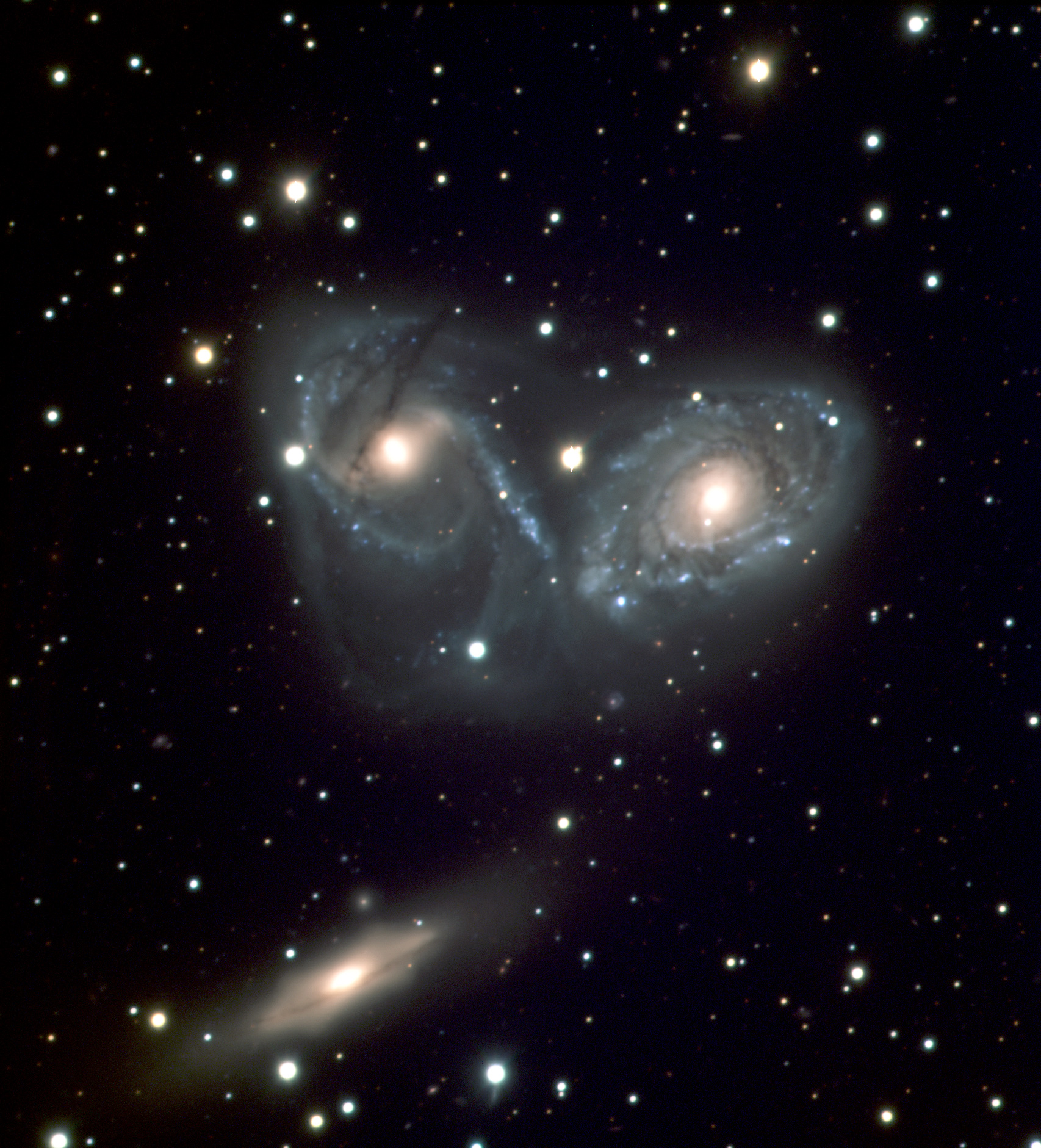
Tercet galaktyk: NGC 6769 (po prawej), NGC 6770 (po lewej) oraz NGC 6771 (na dole) – zdjęcie ESO